# Liste des gouverneurs du Ceylan portugais
Les portugais sont arrivés sur l'île du Sri Lanka en l'an 1505, au royaume de Kotte.
En 1594, le dernier roi de Kotte offre son territoire aux Portugais, et c'est ainsi que commence la colonie du Ceylan portugais. Avant cette date, la présence des Portugais était tolérée pour des raisons commerciales, et les responsables portugais présents étaient des capitaines de 1518 à 1551, et des capitaines-majors entre 1551 et 1594.
En 1640, le Royaume de Kandy, que les Portugais n'auront jamais vaincu, vont s'allier avec les Provinces-Unies, et déclarera la guerre au Portugal. Ils gagneront en 1658, et la Compagnie néerlandaise des Indes orientales (VOC) prendra en charge l’île, sous le nom contemporain de Ceylan néerlandais, le 12 mai 1656.

## Liste des gouverneurs (1594–1658)
| Portrait | Nom                                     | Date de naissance | Date de décès | Gouverneur de | Gouverneur jusqu'à | Monarque                 |
| -------- | --------------------------------------- | ----------------- | ------------- | ------------- | ------------------ | ------------------------ |
|          | Pedro Lopes de Sousa                    | -                 | -             | 1594          | 1594               | Philippe I               |
|          | Jerónimo de Azevedo                     | 1540              | 1625          | 1594          | 1613               | Philippe I Philippe II   |
|          | Francisco de Meneses                    | -                 | -             | 1613          | 1614               | Philippe II              |
|          | Manuel Mascarenhas Homem                | -                 | -             | 1614          | 1616               | Philippe II              |
|          | Nuno Álvares Pereira                    | -                 | -             | 1616          | 1618               | Philippe II              |
|          | Constantino de Sá de Noronha (1re fois) | -                 | -             | 1618          | 1622               | Philippe II Philippe III |
|          | Jorge de Albuquerque                    | -                 | -             | 1622          | 1623               | Philippe III             |
|          | Constantino de Sá de Noronha (2e fois)  | -                 | -             | 1623          | 1630               | Philippe III             |
|          | Filipe Mascarenhas (1re fois)           | 1580              | -             | 1630          | 1631               | Philippe III             |
|          | Jorge de Almeida (1re fois)             | -                 | -             | 1631          | 1633               | Philippe III             |
|          | Diogo de Melo de Castro (1re fois)      | -                 | -             | 1633          | 1635               | Philippe III             |
|          | Jorge de Almeida (2e fois)              | -                 | -             | 1635          | 1636               | Philippe III             |
|          | Diogo de Melo de Castro (2e fois)       | -                 | -             | 1636          | 1638               | Philippe III             |
|          | António Mascarenhas                     | -                 | -             | 1638          | 1640               | Philippe III             |
|          | Filipe Mascarenhas (2e fois)            | 1580              | 1652          | 1640          | 1645               | Philippe III Jean IV     |
|          | Manuel Mascarenhas Homem                | 1600              | -             | 1645          | 1653               | Jean IV                  |
|          | Francisco de Mello e Castro             | 1600              | 1664          | 1653          | 1655               | Jean IV                  |
|          | António de Sousa Coutinho               | -                 | 1668          | 1655          | 1656               | Jean IV                  |
|          | António de Amaral de Meneses (à Jaffna) | -                 | -             | 1656          | 22 juin 1658       | Jean IV Alphonse VI      |